# Paludinella semperi
Paludinella semperi é uma espécie de gastrópode  da família Hydrobiidae.
Pode ser encontrada nos seguintes países: Ilhas Marshall e Palau.